# ليندسي جينتر
ليندسي جينتر (بالإنجليزية: Lindsey Ginter)‏ مواليد 13 ديسمبر 1950 في ألاميدا، الولايات المتحدة، هو ممثل أمريكي بدأ مسيرته الفنية سنة 1983.

## الأعمال
- شرطي بيفرلي هيلز 3
- الملفات الغامضة
- جوال تكساس ووكر
- ذا براكتيس
- آنجل
- ستار تريك: فوياجر
- بيرل هاربر
- إيلياس
- سوات
- الضياع
- المتحولون: الجانب المظلم للقمر
- آرغو
- هتشكوك

## روابط خارجية
- ليندسي جينتر على موقع IMDb (الإنجليزية)
- ليندسي جينتر على موقع ألو سيني (الفرنسية)
- ليندسي جينتر على موقع أول موفي (الإنجليزية)
- ليندسي جينتر على موقع قاعدة بيانات الأفلام السويدية (السويدية)
- ليندسي جينتر على موقع قاعدة بيانات الفيلم (الإنجليزية)
- ليندسي جينتر على موقع كينوبويسك (الروسية)